# Championnat d'Irlande de football 1949-1950
Navigation
Édition précédente Édition suivante
Le Championnat d'Irlande de football en 1949-1950. Après Cork United, un nouveau club de Cork gagne le championnat. Cork Athletic Football Club remporte le premier de ses deux titres.

## Les 10 clubs participants
- Bohemian Football Club
- Cork Athletic Football Club
- Drumcondra Football Club
- Dundalk Football Club
- Limerick Football Club
- Shamrock Rovers Football Club
- Shelbourne Football Club
- Sligo Rovers Football Club
- Transport Football Club
- Waterford United Football Club

## Classement
| Rang | Équipe           | Pts | J  | G  | N | P  | Bp | Bc | Diff |
| ---- | ---------------- | --- | -- | -- | - | -- | -- | -- | ---- |
| 1    | Cork Athletic    | 25  | 18 | 10 | 5 | 3  | 43 | 26 | +17  |
| 2    | Drumcondra FC T  | 24  | 18 | 9  | 6 | 3  | 32 | 21 | +11  |
| 3    | Shelbourne FC    | 21  | 18 | 7  | 7 | 4  | 34 | 29 | +5   |
| 4    | Waterford United | 20  | 18 | 6  | 8 | 4  | 40 | 32 | +8   |
| 5    | Dundalk FC       | 19  | 18 | 7  | 5 | 6  | 35 | 31 | +4   |
| 6    | Sligo Rovers     | 19  | 18 | 7  | 5 | 6  | 28 | 30 | -2   |
| 7    | Shamrock Rovers  | 18  | 18 | 7  | 4 | 7  | 39 | 30 | +9   |
| 8    | Transport FC     | 14  | 18 | 4  | 6 | 8  | 23 | 29 | -6   |
| 9    | Limerick FC      | 12  | 18 | 2  | 8 | 8  | 26 | 42 | -16  |
| 10   | Bohemian FC      | 8   | 18 | 2  | 4 | 12 | 16 | 46 | -30  |

| Légende : Qualifications et relégations | Légende : Qualifications et relégations                                     |
| --------------------------------------- | --------------------------------------------------------------------------- |
|                                         | Champion d'Irlande                                                          |
|                                         | T : Tenant du titre P : Promu C : Vainqueur de la Coupe d'Irlande 1949-1950 |

## Source
- (en) Alex Graham, Football in the Republic of Ireland : a Statistical Record 1921–2005, Soccer Books Ltd, novembre 2005, 142 p. (ISBN 978-1862231351).